# Магнітосфера Юпітера
Магнітосфе́ра Юпі́тера — порожнина, створена в сонячному вітрі планетарним магнітним полем Юпітера, де відбуваються різноманітні процеси взаємодії сонячного вітру, міжпланетного магнітного поля, власного магнітного поля Юпітера та навколішньої плазми. Вона простягається на понад 7 мільйонів кілометрів у напрямку до Сонця і майже до орбіти Сатурна у протилежному напрямку. Магнітосфера Юпітера є найбільшою і найпотужнішою серед усіх планетарних магнітосфер Сонячної системи, а за об'ємом є найбільшою неперервною структурою в Сонячній системі після геліосфери. Ширша та більш плоска, ніж магнітосфера Землі, юпітеріанська на кілька порядків величини потужніша, а її магнітний момент приблизно у 18 000 разів більший. Існування магнітосфери Юпітера було виявлено в ході радіоспостережень наприкінці 1950-х років, вперше безпосередньо спостерігалася кораблем «Піонер-10» 1973 року.
Внутрішнє магнітне поле Юпітера генерується електричним струмом, що тече у зовнішньому ядрі планети, яке складається з металічного водню. Вулканічні виверження на супутнику Юпітера Іо викидають велику кількість оксиду сірки в космос, формуючи великий газовий тор навколо планети. Сили магнітного поля Юпітера змушують тор обертатися з тією ж кутовою швидкістю і в тому ж напрямку що і планета. Тор поповнює магнітне поле планети плазмою, яка в процесі обертання розтягується в бліноподібну структуру, відому як магнітний диск. По суті, магнітосфера Юпітера формується плазмою Іо та її власним обертанням значно більшою мірою, ніж сонячним вітром, на відміну від земної. Потужні струми, що протікають в магнітосфері, є причиною стійких полярних сяйв навколо планетарних полюсів і помітних коливань у радіовипромінюванні, що означає, що Юпітер може у деяких відношеннях розглядатися як дуже слабкий радіопульсар. Полярні сяйва Юпітера спостерігалися майже у всіх частинах електромагнітного спектра, включаючи інфрачервону, видиму, ультрафіолетову та м'яку рентгенівську.
Дія магнітосфери захоплює у пастку та прискорює частинки, створюючи інтенсивні радіаційні пояси, подібні до земних поясів Ван Аллена, але у тисячі разів потужніші. Взаємодія енергетичних частинок із поверхнею найбільших супутників Юпітера помітно впливає на їхній хімічний склад і фізичні характеристики. Вплив цих частинок позначається і на руху пилу та кам'яних уламків всередині незначної кільцевої планетарної системи Юпітера. Радіаційні пояси є дуже небезпечними для космічних кораблів і потенційних пілотованих експедицій.

## Структура
Магнітосфера Юпітера — це складна структура, яка включає в себе головну ударну хвилю, магнітошар, магнітопаузу, хвіст магнітосфери, магнітодиск та інші компоненти. Магнітне поле навколо Юпітера створюється за рахунок цілого ряду явищ, наприклад за рахунок рідинної циркуляції в ядрі планети (внутрішнє поле), електричним струмом у плазмі, яка оточує Юпітер, і струмами, що течуть на межі планетарної магнітосфери. Магнітосфера занурена в плазму сонячного вітру, що несе з собою міжпланетне магнітне поле.

### Внутрішнє магнітне поле
Більша частина магнітного поля Юпітера, подібно до земного, генерується внутрішнім динамо, що підтримується циркуляцією електропровідної рідини в зовнішньому ядрі. Але в той час як земне ядро складається з розтопленого заліза й нікелю, ядро Юпітера складається з металічного водню. Подібно до земного, магнітне поле Юпітера є переважно диполем, з північним і південним магнітними полюсами на протилежних кінцях магнітної осі. Однак на Юпітері північний і південний магнітні полюси диполя лежать в однойменних півкулях планети, у той час як на Землі, навпаки, північний магнітний полюс диполя розташований у південній півкулі, а південний — у північній. Магнітне поле Юпітера містить і вищі мультипольні компоненти — квадрупольну, октупольну і т. д., але вони як мінімум на порядок слабші від дипольної компоненти.
Диполь нахилений приблизно на 10° відносно осі обертання Юпітера; цей нахил близький до земного (11,3°). Екваторіальна індукція магнітного поля становить близько 428 мкТл (4,28 Гс, приблизно в 10 разів більше від земної), що відповідає магнітному моменту диполя близько 1,53× 1020 Тл·м³ (у 18 000 разів більше від земного). Магнітне поле Юпітера обертається з тією ж кутовою швидкістю, що й область під атмосферою, з періодом 9 год 55 хв. Ніяких помітних змін у потужності чи структурі не спостерігалося з моменту перших вимірювань «Піонера-10» в середині 1970-х.

### Розмір і форма
Внутрішнє магнітне поле Юпітера створює перешкоду на шляху сонячного вітру, потоку йонізованих частинок, що виходять з верхньої сонячної атмосфери, заважаючи потокам іонів досягати атмосфери Юпітера, відхиляючи їх від планети і створюючи своєрідну порожнину в сонячному вітрі, що називається магнітосферою, яка складається з плазми, що відрізняється від плазми сонячного вітру. Магнітосфера Юпітера настільки велика, що якщо в ній розмістити Сонце навіть з його видимою короною, то там все одно залишиться достатньо простору. Якщо б її можна було спостерігати з Землі, вона б займала на небі простір у п'ять з лишком разів більший повного місяця, незважаючи на те, що Юпітер розташовується більш ніж у 1700 разів далі від Місяця.
Як і у випадку з земною магнітосферою, межа, що відокремлює густішу й холоднішу плазму сонячного вітру від гарячішої та менш щільної в магнітосфері Юпітера, називається магнітопаузою. Відстань між магнітопаузою та центром планети становить від 45 до 100 RJ (де RJ = 71 492 км — радіус Юпітера) на підсонячній точці — нефіксованій точці на поверхні планети, де Сонце буде перебувати безпосередньо над спостерігачем. Положення магнітопаузи залежить від тиску, що чинить сонячний вітер, який, в свою чергу, залежить від рівня сонячної активності. Перед магнітопаузою (на відстані від 80 до 130 RJ від центра планети) розташовується головна ударна хвиля, хвилеподібне збурення в сонячному вітрі, спричинене його зіткненням з магнітосферою. Область між магнітопаузою та головною ударною хвилею називається магнітним перехідним шаром, або магнітошаром.

Схематичне зображення магнітосфери, де плазмосфера (7) повернута до тора з плазми та магнітошару.

За нічною стороною планети сонячний вітер витягує лінії магнітного поля Юпітера в довгий, витягнутий хвіст магнітосфери, який часом витягується навіть за орбіту Сатурна. За своєю структурою хвіст магнітосфери Юпітера нагадує земний. Він складений з двох «пелюсток» (області, відмічені блакитним на схемі). Магнітне поле у південній пелюстці направлене в бік Юпітера, а у північній — від нього. Пелюстки відокремлені тонким прошарком плазми, що називається хвостовим струмовим шаром (витягнута оранжева зона на схемі). Як і земний, юпітеріанський магнітосферний хвіст є каналом, яким сонячна плазма потрапляє у внутрішні ділянки магнітосфери, де нагрівається та формує радіаційні пояси на відстані менш ніж 10 RJ від Юпітера.
Форма магнітосфери Юпітера, описана вище, підтримується 1) нейтральним струмовим шаром (також відомим як магнітохвостовий струм), який тече в напрямку обертання Юпітера через хвостовий плазмовий шар, 2) потоками плазми всередині хвоста, що течуть проти обертання Юпітера на зовнішній межі хвоста магнітосфери, і 3) магнітопаузними струмами (або струмами Чапмана — Ферраро), які течуть проти обертання планети на денній стороні магнітопаузи. Ці струми створюють магнітне поле, яке обнуляє (компенсує) внутрішнє поле Юпітера за межами магнітосфери. Вони також активно взаємодіють із сонячним вітром.
Традиційно магнітосферу Юпітера поділяють на три частини: внутрішню, середню та зовнішню магнітосферу. Внутрішня лежить на відстані до 10 RJ від центра планети. Магнітне поле всередині неї є переважно диполем, тому що внесок від струмів, що проходять через екваторіальний плазмовий шар, тут дуже незначний. В середній (між 10 і 40 RJ) та зовнішній (далі 40 RJ) магнітосфері магнітне поле відхиляється від дипольної структури та серйозно збурюється дією плазмового шару (див. нижче розділ Магнітний диск).

### Роль Іо

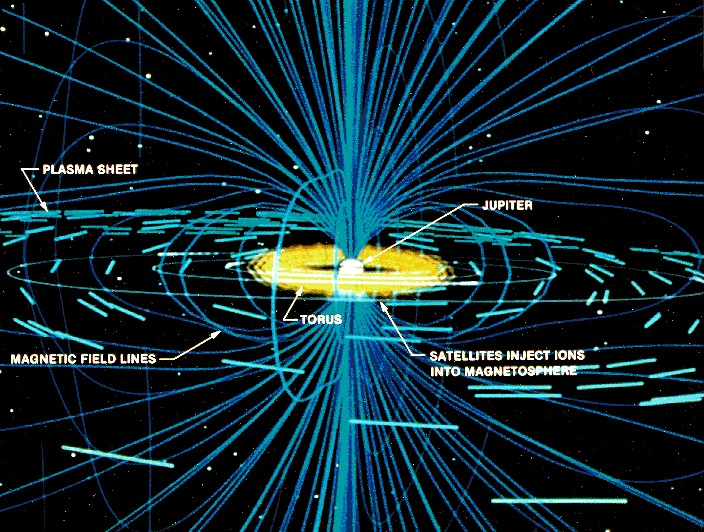
Взаємодія Іо з магнітосферою Юпітера. Плазмовий тор Іо виділений жовтим.

Хоча в цілому магнітосфера Юпітера нагадує за формою земну, поблизу від планети їхні структури сильно відрізняються. Іо, вулканічно активний супутник Юпітера, є потужним джерелом плазми та щосекунди поповняє магнітосферу Юпітера ~1000 кг нової речовини. Сильні вулканічні виверження на Іо підіймають у відкритий космос сірчистий газ, більша частина якого дисоціює на атоми та іонізується сонячною ультрафіолетовою радіацією. В результаті утворюються іони сірки та кисню: S+, O+, S2+ і O2+. Ці йони залишають атмосферу супутника, формуючи плазмовий тор Іо: масивне та відносно холодне кільце з плазми, яке оточує Юпітер вздовж орбіти супутника. Температура плазми всередині тора досягає 10—100 еВ (100 000—1 000 000 К), що набагато нижче, ніж енергія частинок у радіаційних поясах — 10 кеВ (100 млн К). «Вморожене» у плазму всередині тора магнітне поле Юпітера спричиняє її обертання з тим же періодом, що і сам Юпітер (таке синхронне обертання називається коротацією). Тор Іо сильно впливає на динаміку всієї магнітосфери Юпітера.
В результаті кількох процесів, серед яких головну роль відіграють дифузія та обмінна нестійкість, плазма повільно залишає околи планети. Коли плазма віддаляється від Юпітера, радіальні струми, що протікають крізь неї, поступово збільшують свою швидкість, підтримуючи коротацію. Ці радіальні струми також є джерелом азимутальної компоненти магнітного поля, яка в результаті прогинається назад відносно напрямку обертання. Концентрація частинок у плазмі зменшується з 2000 см−3 в торі Іо до близько 0,2 см−3 на відстані 35 RJ. В середній магнітосфері, на відстані понад 20 RJ від Юпітера, коротація поступово припиняється, і плазма обертається повільніше, ніж планета. Нарешті, на відстані понад 40 RJ (у зовнішній магнітосфері) плазма остаточно залишає магнітне поле та виходить у міжпланетний простір через хвіст магнітосфери. Рухаючись назовні, холодна та щільна плазма міняється місцями з гарячою розрідженою плазмою (з температурою 20 кеВ (200 млн K) чи вище), що рухається з зовнішньої магнітосфери. Ця плазма, наближаючись до Юпітера та стискаючись, адіабатично нагрівається, формуючи радіаційні пояси у внутрішній магнітосфері.

### Магнітний диск
На відміну від магнітного поля Землі, що має приблизно краплеподібну форму, поле Юпітера більш сплющене, більше нагадує диск і періодично гойдається відносно осі. Головною причиною такої дископодібної конфігурації є відцентрова сила, спричинена коротацією плазми та магнітного поля, а також тепловим тиском гарячої плазми. Обидва явища призводять до розтягування ліній магнітного поля, формуючи на відстані понад 20 RJ від планети сплющену, бліноподібну структуру, відому як «магнітний диск». У середній площині, приблизно поблизу магнітного екватора, цей диск містить тонкий струмовий шар. Лінії магнітного поля направлені від Юпітера над цим шаром і до Юпітера — під ним. Плазма, що надходить від Іо, значно збільшує розміри магнітосфери Юпітера, оскільки магнітний диск створює додатковий внутрішній тиск, який врівноважує тиск сонячного вітру. Відстань від планети до магнітопаузи у «підсонячній точці», яка дорівнює в середньому 75 RJ, за відсутності Іо зменшилася б до 43 RJ.

## Динаміка

### Ротація та радіальні струми

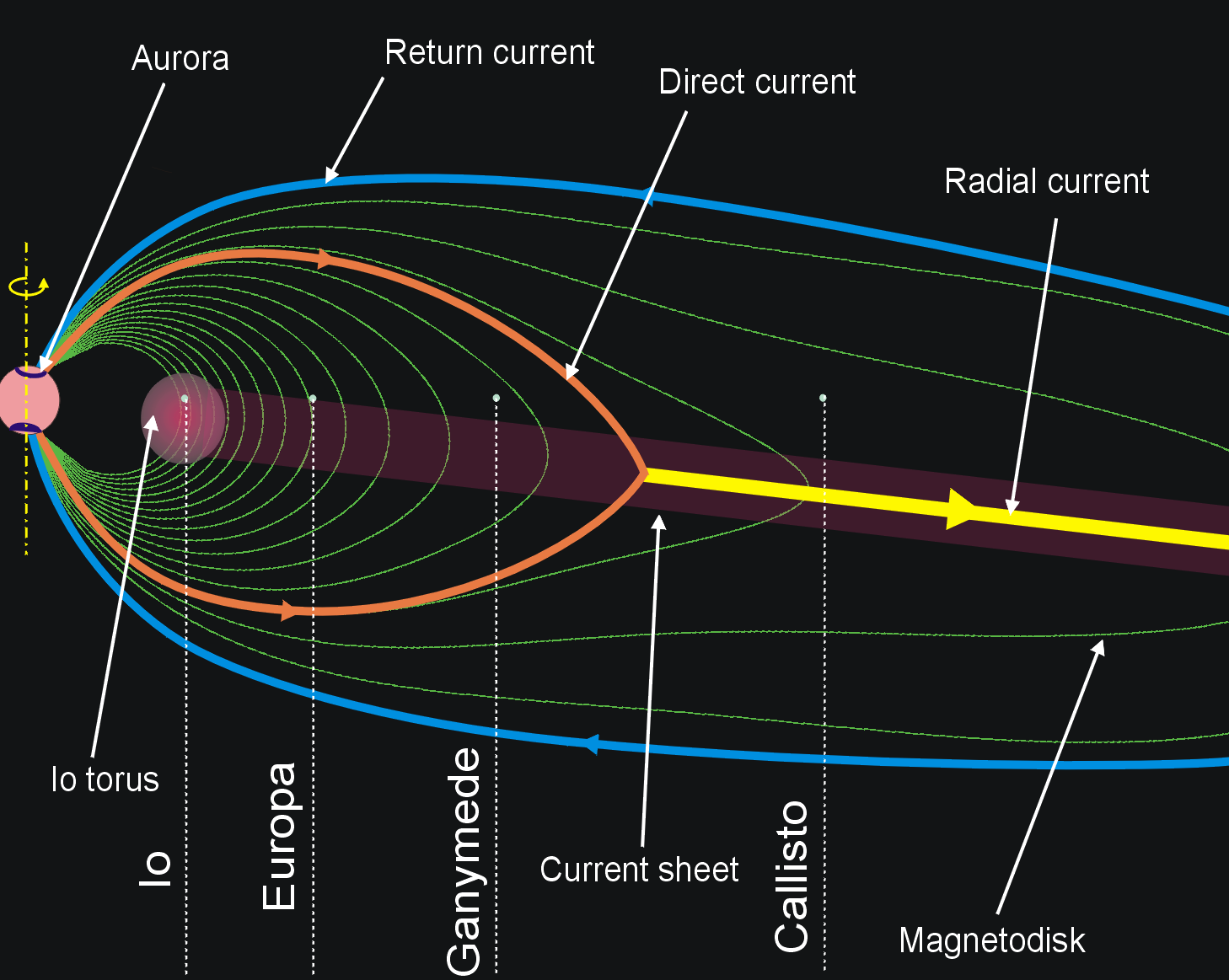
Магнітне поле Юпітера та ротація струмів

Основним рушієм магнітосфери Юпітера є процес обертання планети. В цьому відношенні Юпітер схожий на пристрій, що називається уніполярним генератором. Коли Юпітер обертається, його йоносфера рухається відносно дипольного магнітного поля планети. Оскільки дипольний магнітний момент вказує в напрямку обертання, сила Лоренца, яка виникає в результаті цього руху, переміщує негативно заряджені електрони до полюсів, а позитивно заряджені іони — до екватора. Як результат, полюси стають негативно зарядженими а ділянки, близькі до екватора, — позитивно. Оскільки магнітосфера Юпітера наповнена високопровідною плазмою, електричне коло замикається через неї. Струм, що називається постійним тече вздовж ліній магнітного поля з йоносфери в екваторіальний плазмовий шар. Потім струм радіально поширюється від планети всередині екваторіального плазмового шару і зрештою повертається в планетарну йоносферу з зовнішніх областей магнітосфери по силових лініях, з'єднаних із полюсами. Струми, які рахують уздовж силових ліній магнітного поля зазвичай називають струмами Біркеланда. Радіальні струми взаємодіють з магнітним полем планети, і сила Лоренца, що утворюється при цьому, прискорює магнітосферну плазму у напрямку планетарного обертання. Це головний механізм, який підтримує ротацію плазми в магнітосфері Юпітера.
Струм, що протікає з йоносфери у плазмовий шар, особливо сильний, коли відповідна частина плазмового шару обертається повільніше, ніж планета. Ротація погіршується в регіоні між 20 і 40 RJ від Юпітера. Цей регіон відповідає магнітодиску, де магнітне поле сильно розтягнуте. Сильний постійний струм у магнітодиску утворюється в строго визначеному діапазоні широт близько 16 ± 1° від магнітних полюсів Юпітера. Ці вузькі регіони відповідають головним овалам полярних сяйв Юпітера. (див. нижче.) Обернений струм, що протікає із зовнішньої магнітосфери в районі 50 RJ входить в іоносферу Юпітера неподалік від полюсів, і замикає електричне коло. Повний радіальний струм оцінюється від 60 до 140 мільйонів ампер.
Прискорення плазми в ході ротації призводить до перетворення енергії обертання Юпітера на кінетичну енергію плазми. У цьому сенсі, магнітосфера Юпітера підтримується обертанням планети, в той час як земна переважно підтримується сонячним вітром.

### Переставна нестійкість плазми та перезамикання силових ліній
Головна проблема у розшифровці динаміки магнітосфери Юпітера полягає в тому, як відбувається передача важкої холодної плазми з тора Іо на дистанції 6 RJ у зовнішню магнітосферу на дистанції  50 RJ. Точний механізм такої передачі достовірно не відомий, але гіпотетично це може бути результатом дифузії плазми в результаті переставної нестійкості плазми. Процес нагадує нестійкість Релея — Тейлора в гідродинаміці. У випадку з магнітосферою Юпітера, відцентрова сила відіграє роль сили тяжіння; роль важкої рідини відіграє холодна і щільна плазма з Іо, роль легкої рідини відіграє гаряча та менш щільна плазма із зовнішньої магнітосфери. Переставна нестійкість плазми призводить до обміну між внутрішніми та зовнішніми частинами магнітосфери трубками силових ліній наповнених плазмою. Порожні трубки рухаються в бік планети, в той час як наповнені плазмою з Іо, віддаляються від Юпітера. Цей взаємний обмін трубками силових ліній викликає своєрідну магнітосферну турбулентність.

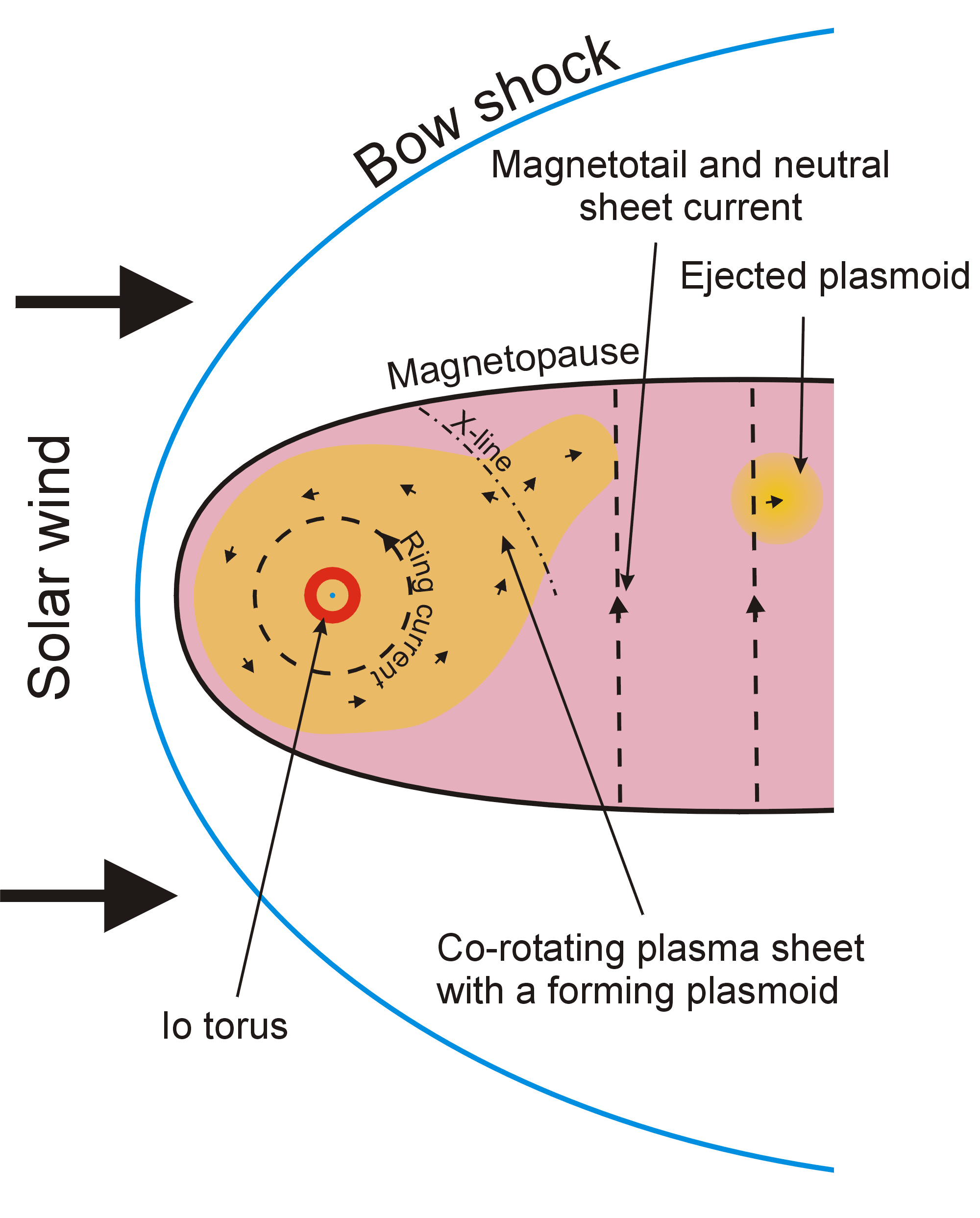
Магнітосфера Юпітера так, як її видно над північним полюсом

Ця суто гіпотетична теорія обміну трубками силових ліній частково підтвердилася при прольоті «Галілео», який виявив регіони з пониженою щільністю плазми та збільшення напруженості поля у внутрішній магнітосфері. Ці пустоти можуть відповідати практично порожнім трубкам силових ліній, що прибувають із зовнішньої магнітосфери. У середній магнітосфері, «Галілео» зафіксував явище, яке відбувається коли гаряча плазма з зовнішньої магнітосфери зіштовхується з магнітодиском, що призводить до збільшення потоку високоенергетичних частинок і укріплює магнітне поле. Однак механізм, що переносить холодну плазму назовні поки що невідомий.
Коли трубки силових ліній наповнені холодною плазмою з Іо досягають зовнішньої магнітосфери, вони проходять через процес перезамикання силових ліній, який відділяє магнітне поле від плазми. Потім вона повертається через внутрішню магнітосферу в трубках силових ліній, повних гарячої та менш щільної плазми, а остання, мабуть, викидається у хвіст магнітосфери у формі плазмоїдів — великих згустків плазми. Процес перезамикання силових ліній може відповідати глобальним явищам «реконфігурування» які спостерігав КА «Галілео», та які відбувалися регулярно кожні 2—3 дні.
Явище реконфігурації охоплювало швидку та хаотичну зміну напруженості магнітного поля та його напрямку, а також різкі зміни в русі плазми, яка припиняла ротацію та витікала назовні. В основному явище спостерігалося у світанковому секторі нічної магнітосфери. Плазма тече по відкритих силових лініях вздовж хвоста магнітосфери і це називається «планетарним вітром».
Явище перезамикання силових ліній є аналогом земних магнітних суббурь в магнітосфері. Відмінність полягає в тому, що: земні суббурі передають накопичену від сонячного вітру енергію  в магнітний хвіст і вивільняють її через явище перез'єднання в шарі з нейтральних струмів у хвості магнітосфери. Пізніше формується плазмоїд, який рухається вздовж хвоста. А в магнітосфері Юпітера енергія обертання зберігається в магнітодиску та вивільняється у вигляді плазмоїдів, що відділяються від диска.

### Вплив сонячного вітру
В той час як динаміка магнітосфери Юпітера переважно залежить від внутрішніх джерел енергії, сонячний вітер відіграє другорядну роль, переважно як джерело високоенергетичних протонів. Структура зовнішньої магнітосфери демонструє деякі явища, властиві магнітосфері, яка формується сонячним вітром, включаючи виражену ранково-вечірню асиметрію. Зокрема, магнітні лінії у вечірньому секторі нахилені в протилежний бік відносно ранкового. Крім цього, в ранковій магнітосфері є відкриті силові лінії, з'єднані з магнітним хвостом, в той час як у вечірній магнітосфері, силові лінії закриті. Ці спостереження вказують на те, що процес перезамикання силових ліній, спричинений сонячним вітром, і відомий на Землі як цикл Дангі, може також відбуватися і в магнітосфері Юпітера.
Ступінь впливу сонячного вітру на магнітосферу Юпітера наразі невідома; однак він може бути особливо сильним у періоди підвищеної сонячної активності. Радіо, оптичне та рентгенівське випромінювання полярних сяйв, так же, як і синхротронне випромінювання радіаційних поясів, корелюють із тиском сонячного вітру; а отже, сонячний вітер може впливати на рух плазми і навіть регулювати внутрішні процеси в магнітосфері.

## Випромінювання

### Полярні сяйва

Зображення полярних сяйв Юпітера, показані основні овали полярних сяйв, полярне випромінювання, та «плями», створені природними супутниками Юпітера.

На Юпітері постійно в районі обох полюсів відбуваються яскраві полярні сяйва. На відміну від земних полярних сяйв, які минають швидко і відбуваються лише під час підвищеної сонячної активності, полярні сяйва Юпітера постійні, хоча їхня інтенсивність змінюється з часом. Вони складаються з трьох головних компонентів: основних овалів, яскравих, відносно вузьких (менше 1000 км у ширину) кругоподібних утворень, що простягаються на близько 16° від магнітних полюсів; полярних плям від природних супутників планети, які відповідають слідам магнітних силових ліній, що пов'язують іоносферу Юпітера з найбільшими супутниками, і короткочасних викидів полярного випромінювання в районі основного овалу. Випромінювання полярних сяйв Юпітера було виявлене у всіх частинах електромагнітного спектра — від радіовипромінювання до рентгенівського (аж до 3 кеВ), найяскравіше вони випромінюють у середньому інфрачервоному (довжина хвилі 3—4 мкм і 7—14 мкм) і в дальньому ультрафіолетовому спектральних регіонах (довжина хвилі 80—180 нм).
Основні овали — головна складова полярних сяйв Юпітера. У них стабільна форма та розташування, але їхня інтенсивність сильно залежить від тиску сонячного вітру: чим сильніший сонячний вітер, тим слабші сяйва. Основні овали підтримуються сильним надходженням електронів, прискорених електричним потенціалом плазми з магнітодиска та іоносфери Юпітера. Ці електрони несуть із собою струми Біркеланда, які підтримують ротацію плазми в магнітодиску. Електричний потенціал припиняє рости тому, що розріджена плазма ззовні екваторіального шару може без цих струмів переносити лише струм обмеженої сили. Електрони мають енергію в діапазоні 10—100 кеВ і проникають глибоко в атмосферу Юпітера, де вони іонізують та збуджують молекулярний водень, викликаючи ультрафіолетове випромінювання. Повна енергія, що надходить в іоносферу, становить від 10 до 100 ТВт. Струми, що протікають через іоносферу, нагрівають її в ході процесу, який називається «джоулевим нагріванням». Цей процес, що виробляє до 300 ТВт енергії, відповідає за сильне інфрачервоне випромінювання від полярних сяйв Юпітера та частково за нагрівання термосфери Юпітера.
Так звані «плями» були виявлені у відповідності з трьома галілеєвими супутниками: Іо, Європа та Ганімед. Вони помітні через те, що ротація плазми сповільнюється безпосередньо біля супутників. Найяскравіша пляма належить Іо, основному джерелу плазми в магнітосфері (див. вище). Пляма Іо, ймовірно, пов'язана з альвенівськими хвилями, що йдуть від іоносфери Юпітера в іоносферу Іо. Плями Європи та Ганімеда набагато слабші, тому що ці супутники є слабкими джерелами плазми, через випаровування водяного льоду з їхніх поверхонь.
| Випромінювання                      | Юпітер     | Пляма Іо   |
| ----------------------------------- | ---------- | ---------- |
| Радіо (< 0,3 МГц)                   | ~1 ГВт     | ?          |
| Радіо (0,3—3 МГц)                   | ~10 ГВт    | ?          |
| Радіо (3—40 МГц)                    | ~100 ГВт   | 0.1—1 ГВт  |
| Інфрачервоне (вуглеводні, 7–14 мкм) | ~40 ТВт    | 30–100 ГВт |
| Інфрачервоне (H3+, 3—4 мкм)         | 4—8 ТВт    | 30–100 ГВт |
| Видиме (0,385—1 мкм)                | 10—100 ГВт | 0,3 ГВт    |
| Ультрафіолетове (80—180 нм)         | 2—10 ТВт   | ~50 ГВт    |
| Рентгенівське (0,1—3 кеВ)           | 1—4 ГВт    | ?          |

Яскраві дуги та плями час від часу з'являються всередині основних овалів. Ці короткочасні явища пов'язують із взаємодією з сонячним вітром. Силові лінії магнітного поля в цьому регіоні або відкриті або відображаються на хвості магнітосфери. Вторинні овали, що спостерігаються всередині основних, можуть відноситися до границі між відкритими та закритими силовими лініями магнітного поля або до полярних «каспів». Випромінювання полярних сяйв Юпітера нагадує ті, що виникають навколо земних полюсів: і ті й інші з'являються коли електрони, прискорені в напрямку планети, проходять процес перезамикання магнітних силових ліній Сонця з планетарними. Регіони в межах основних овалів випромінюють немало рентгенівського випромінювання. У спектрі рентгенівського полярного випромінювання є спектральні лінії сильно іонізованого кисню та сірки, які мабуть з'являються, коли високоенергетичні (сотні кілоелектронвольт) S і O іони осідають в полярну атмосферу Юпітера. Причина цього осідання залишається поки що невідомою.

### Юпітер як пульсар
Юпітер — потужне джерело радіохвиль в діапазоні від кількох кілогерц до десятків мегагерц. Радіохвилі з частотами менше ніж близько 0,3 МГц (а отже з довжиною хвиль понад 1 км) називають юпітеріанським кілометровим випромінюванням (скорочено англ. KOM). Радіохвилі в діапазоні від 0,3 до 3 МГц (з довжиною хвиль від 100 до 1000 м) називають гектометровим випромінюванням (скорочено англ. HOM), а випромінювання між 3 і 40 МГц (з довжиною хвиль від 10 до 100 м) називають декаметровим випромінюванням (скорочено англ. DAM). Радіовипромінювання з періодичністю приблизно 10 годин, яке вперше спостерігалося з космосу на Землі, належало Юпітеру. Найсильніша ділянка декаметрового випромінювання, яке стосується Іо та системи струмів Іо — Юпітер, називається скорочено англ. Io-DAM.

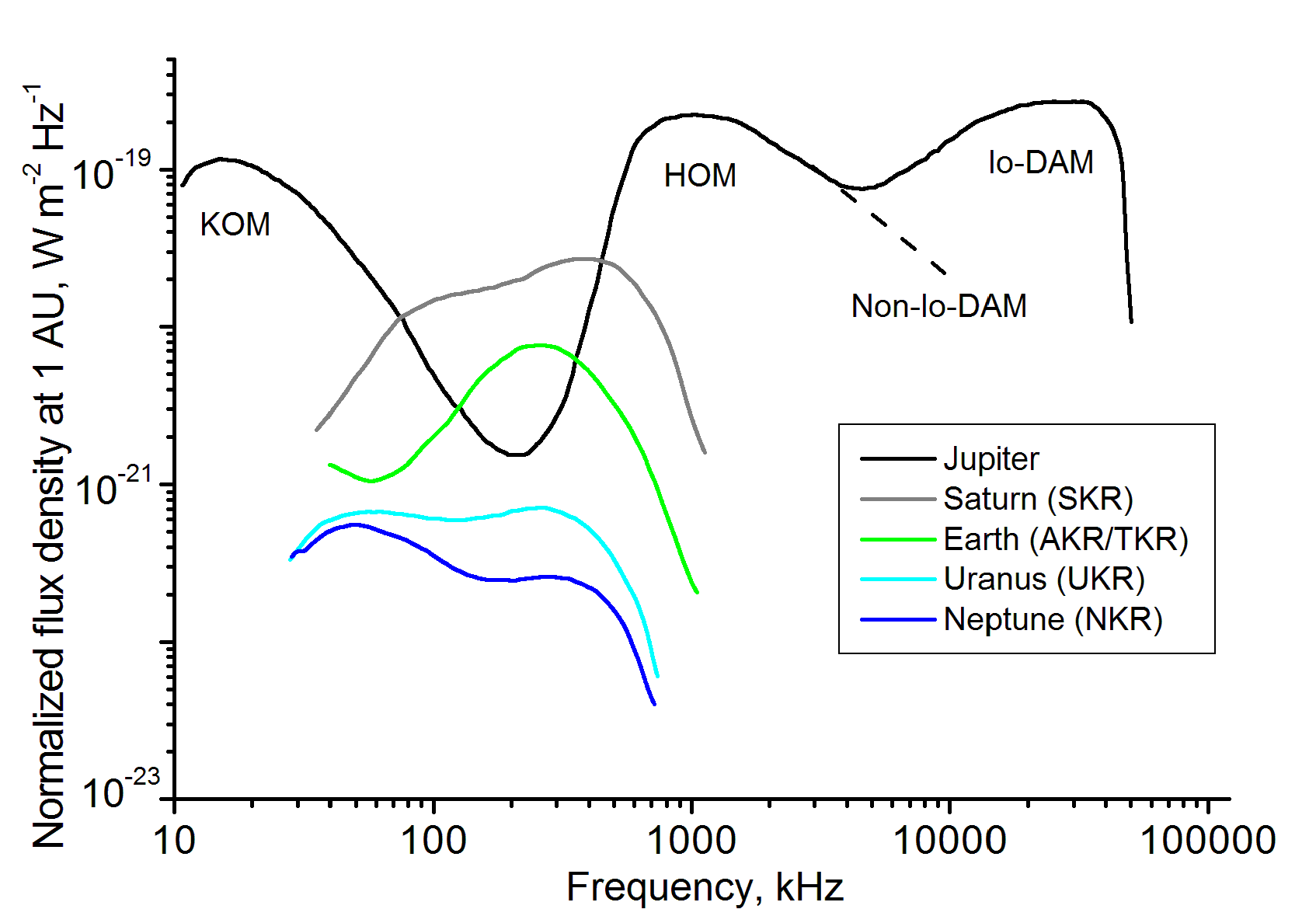
Спектр радіовипромінювання Юпітера у співвідношенні зі спектром чотирьох інших намагнічених планет, де (N, T, S, U) означає (Нептун, Земля, Сатурн і Уран) а KR означає кілометрову радіацію.

Більшість цього випромінювання, ймовірно, створюється за рахунок механізму, який називається «циклотронною мазерною нестійкістю», і який можна спостерігати поблизу регіонів полярних сяйв, коли електрони переміщуються між полюсами. Електрони залучені в генерацію радіохвиль, можливо ті ж самі, що переносять струми з полюсів планети в магнітодиск. Інтенсивність радіовипромінювання Юпітера зазвичай плавно змінюється з часом; однак, Юпітер періодично випромінює короткі та потужні сплески випромінювання (S-сплески), які можуть перевищувати інші компоненти. Повна випромінювальна здатність «DAM»-компонента становить близько 100 ГВт, сукупна для HOM/KOM компонентів — близько 10 ГВт. Для порівняння, сукупна потужність радіовипромінювання з Землі становить лише 0,1 ГВт.
Радіо-, та корпускулярне випромінювання Юпітера строго прив'язане до обертання планети, що робить планету дещо схожою на пульсар. Періодичність модуляцій, ймовірно, прив'язана до асиметрії в магнітосфері Юпітера, а та в свою чергу пов'язана з нахилом магнітного моменту відносно осі обертання планети та з високоширотними магнітними аномаліями. Фізика, яка керує сплесками в радіовипромінюванні Юпітера, схожа на таку ж у пульсарів. Відрізняються лише масштаби, і тому Юпітер нерідко вважають дуже невеликим пульсаром. Помічено, що сплески в радіовипромінюванні Юпітера також пов'язані з підвищенням сонячної активності.
На додаток до відносно довгохвильового радіовипромінювання, Юпітер також випромінює синхротронне випромінювання (також відоме як дециметрове випромінювання Юпітера, або англ. DIM) на частотах 0,1—15 ГГц (довжина хвиль від 3 м до 2 см), яке є гальмівним випромінюванням релятивістських електронів, захоплених у внутрішні радіаційні пояси планети. Енергія електронів, що супроводжують «DIM»-випромінювання, дорівнює 0,1—100 меВ, а головний внесок у нього роблять електрони з енергією від 1 до 20 меВ. Це випромінювання, добре зрозуміле та вивчене, використовувалося з початку 1960-х років для вивчення структури планетарного магнітного поля та радіаційних поясів. Частинки в радіаційних поясах походять із зовнішньої магнітосфери та адіабатично прискорюються, коли потрапляють у внутрішню.
Магнітосфера Юпітера викидає потоки з високоенергетичних електронів та іонів (з енергією до десятків меВ), які досягають земної орбіти. Ці потоки частинок високо колімовані та відрізняються залежно від періоду обертання планети як і радіовипромінювання. У цьому відношенні Юпітер також нагадує пульсар.

## Взаємодія з кільцями та супутниками
Велика магнітосфера Юпітера охоплює орбіти чотирьох галілеєвих супутників і кільцеву систему. Обертаючись по орбіті поблизу від магнітного екватора, ці тіла є і джерелами і поглиначами магнітосферної плазми, а енергетичні частинки з магнітосфери змінюють їхні поверхні. Частинки розпилюють речовину з поверхні та викликають хімічні реакції через радіоліз. Плазмова ротація з планети означає, що плазма переважно взаємодіє з ведучими півкулями супутників, викликаючи асиметрію півкуль. З іншого боку, великі магнітні поля супутників роблять свій внесок у магнітосферу Юпітера.

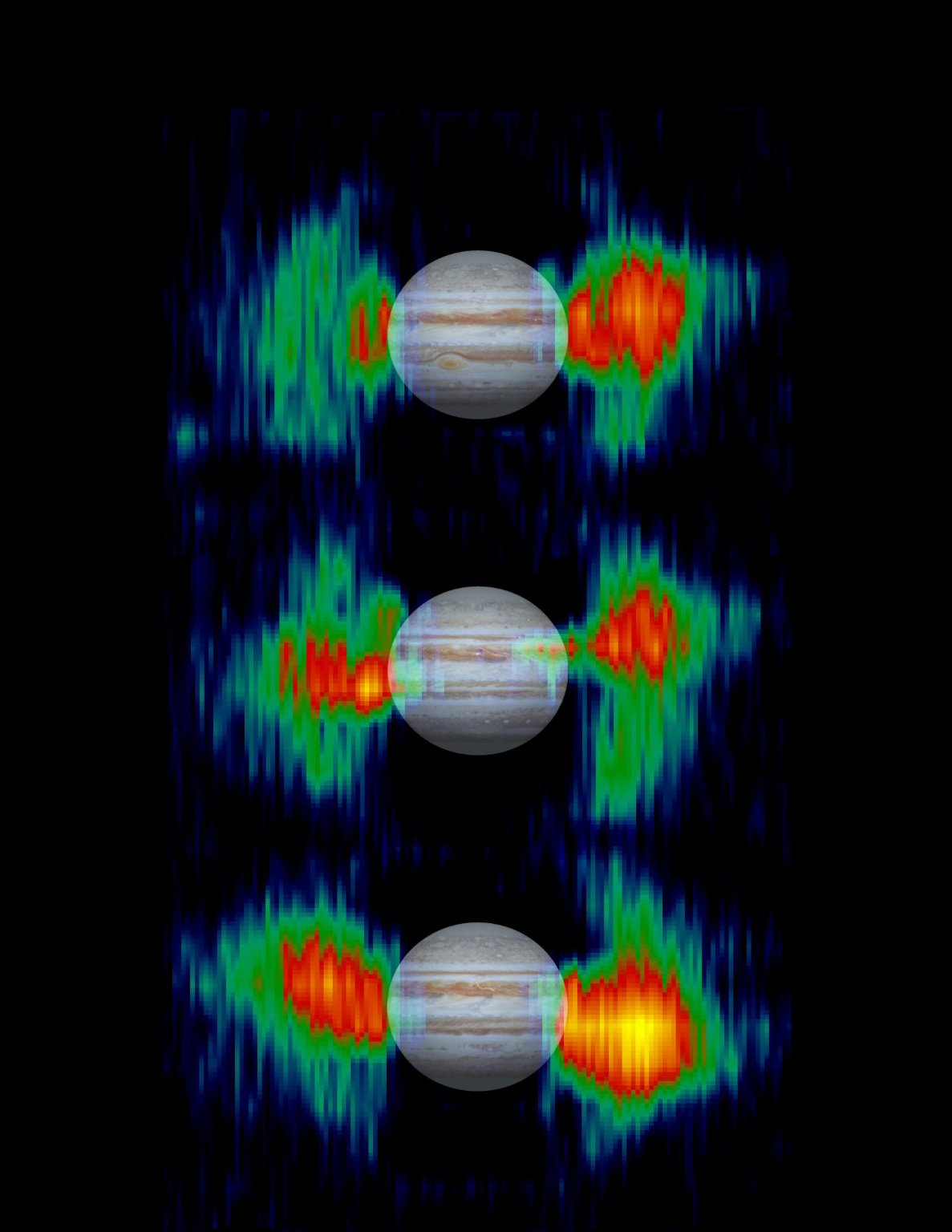
Мінливість радіаційних поясів Юпітера

Близькі до Юпітера планетарні кільця та малі супутники поглинають високоенергетичні частинки (з енергією понад 10 кеВ) з радіаційних поясів. Це помітно змінює просторовий розподіл поясів та впливає на дециметрове синхротронне випромінювання. Цікаво, що саме існування кілець Юпітера було припущене на основі даних з космічного апарата «Піонер-11», який виявив різке падіння кількості високоенергетичних іонів поблизу планети. Планетарне магнітне поле сильно впливає на рух субмікрометрових частинок кілець, які отримують електричний заряд під впливом сонячного ультрафіолету. Їх поведінка подібна до поведінки ротаційних іонів. Резонансна взаємодія між ротаційним і орбітальним рухом відповідає за появу так званого «кільця гало» (розташованого між 1,4 і 1,71 RJ від планети), яке складається з субмікрометрових частинок на сильно нахилених орбітах та орбітах з високим ексцентриситетом. Частинки походять з головного кільця; коли вони дрейфують у бік Юпітера, їхні орбіти змінюються у відповідності з сильним 3:2 «резонансом Лоренца»,  розташованим на відстані 1,71 RJ, який збільшує їхній нахил та ексцентриситет. Інший 2:1 резонанс Лоренца на відстані 1,4 RJ визначає внутрішню межу кільця гало.
Усі галілєєві супутники мають тонкі атмосфери з тиском на поверхні в межах від 0,01 до 1 нанобар, але при цьому значні іоносфери з концентрацією електронів від 1 000 до 10 000 см−3. Ротаційна холодна магнітосферна плазма частково відводиться ними завдяки струмам, що створюються їхніми йоносферами, і створюють структури, що називаються «альвенівськими крилами». Взаємодія великих супутників із ротаційними потоками нагадує взаємодію сонячного вітру з планетами без магнітного поля — такими, як Венера. Зазвичай швидкість ротації дозвукова (швидкість змінюється від 74 до 328 м/с), що перешкоджає формуванню головної ударної хвилі. Тиск від ротаційної плазми видаляє гази з атмосфери супутників (особливо на Іо), і багато їхніх атомів іонізується та залучаються до ротації. Цей процес створює газові та плазмові тори поблизу від орбіт супутників і серед них тор Іо є найпомітнішим. По суті, галілеєві супутники (переважно Іо) є головними джерелами плазми у внутрішній та середній магнітосфері Юпітера. В той же час, енергетичні частинки переважно не залежать від альвенівських крил та мають вільний доступ до поверхні супутників (за винятком Ганімеда).

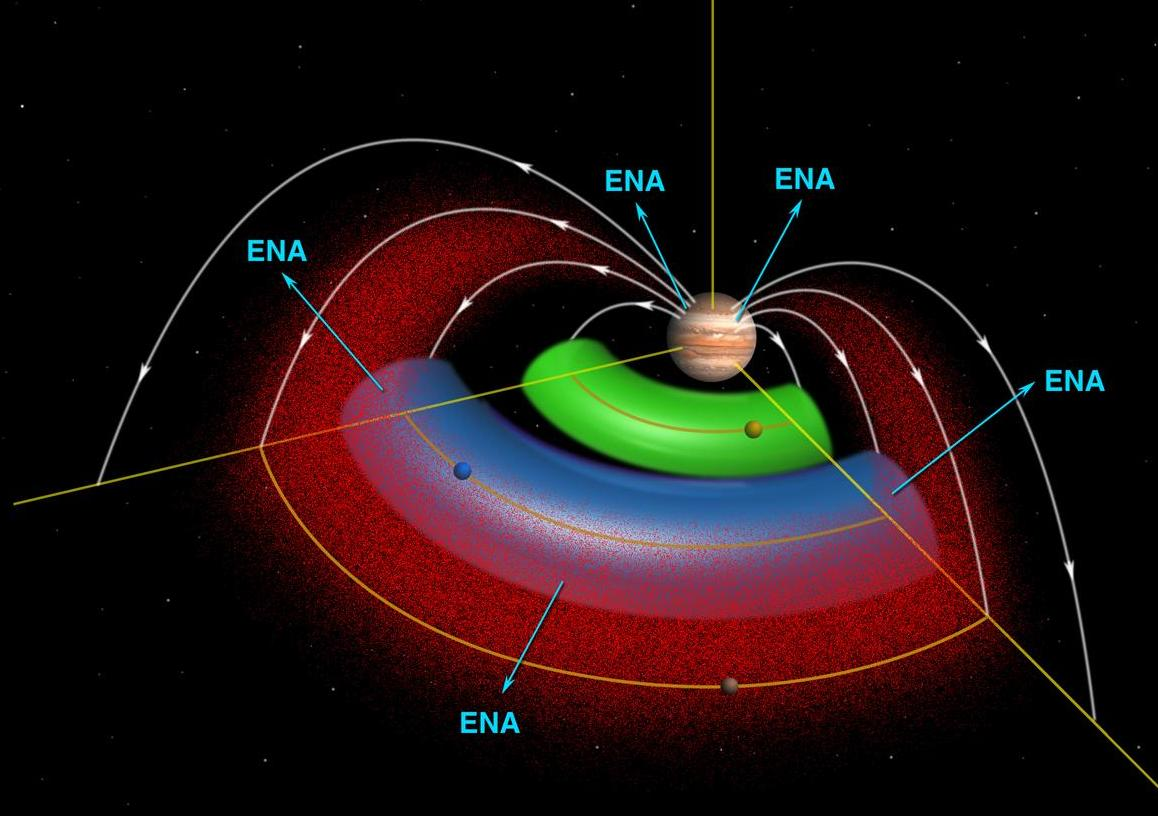
Плазмовий тор, створений Іо та Європою

Крижані галілеєві супутники, Європа, Ганімед і Каллісто, всі створюють індукційний магнітний момент у відповідь на зміни в магнітному полі Юпітера. Ці різні магнітні моменти створюють дипольні магнітні поля навколо них, які компенсують зміни навколишнього середовища. Ймовірно, індукція відбувається у приповерхневих шарах із солоною водою, яка мабуть є на всіх великих крижаних супутниках Юпітера. У цих підземних океанах могло б існувати життя, і докази їх існування були одним із найважливіших відкриттів «Галілео».
Взаємодія магнітосфери Юпітера з Ганімедом, у якого є відповідний магнітний момент, відрізняється від його взаємодії з супутниками, які не мають магнітних полів. Внутрішнє магнітне поле Ганімеда створює своєрідну порожнину всередині магнітосфери Юпітера з діаметром приблизно як два Ганімедових, своєрідну міні-магнітосферу всередині магнітосфери Юпітера. Магнітне поле Ганімеда змушує ротаційну плазму обтікати його збоку. Це також є захистом для екваторіальних районів супутника, де силові магнітні лінії закриті, від енергетичних частинок. Однак вони вільно вдаряються об поверхню супутника в районі полюсів, де силові магнітні лінії, як і раніше, відкриті. Багато енергетичних частинок захоплюється в районі екватора Ганімеда, створюючи мініатюрні радіаційні пояси. Електрони великої енергії, що входять у тонку атмосферу супутника, відповідають за спостережувані на Ганімеді полярні сяйва.
Заряджені частинки мають значний вплив на поверхневі характеристики галілеєвих супутників. Плазма, яка походить з Іо, виносить із собою немало іонів сірки та натрію далеко від супутника, де вони осідають переважно на ведених півкулях Європи та Ганімеда. На Каллісто однак, з невідомих причин, сірка накопичується в районі  ведучої півкулі. Плазма також швидше за все відповідає за потемніння ведених півкуль галілеєвих супутників (знову крім Каллісто). Електрони  високої енергії та іони єдиним потоком бомбардують поверхневий лід супутників і викликають явище радіолізу води та інших хімічних сполук. Частинки високої енергії розбивають воду на кисень і водень, підтримуючи тонку кисневу атмосферу крижаних супутників (оскільки водень швидше виходить у космос). Серед сполук, які утворюються на поверхнях галілеєвих супутників через радіоліз, також озон і перекис водню. Якщо є органіка чи карбонати, діоксид вуглецю, метанол і вугільна кислота також повинні бути. За наявності сірки, будуть присутніми такі сполуки, як діоксид сірки, персульфід водню та сірчана кислота. Окиснювачі, створювані через радіоліз, такі як кисень і озон, можуть замерзати в льодах і потрапляти на дно підлідних океанів, і бути можливими джерелами для життя.

## Відкриття

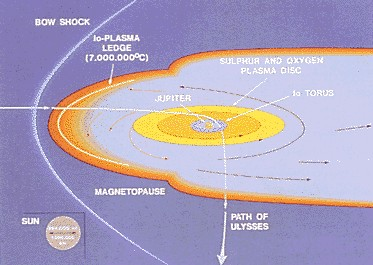
Шлях КА «Улісс» через магнітосферу Юпітера 1992 року

Перші свідчення про існування магнітного поля в Юпітера з'явилися 1955 року, з відкриттям декаметрового радіовипромінювання. Оскільки спектр декаметрового радіовипромінювання простягався до 40 МГц, астрономи припустили, що Юпітер повинен мати магнітне поле з напруженістю близько 1 мТл (10 Гс).
1959 року, спостереження в мікрохвильовій частині електромагнітного спектра (0,1–10 Гц) призвели до відкриття дециметрового радіовипромінювання Юпітера (англ. DIM) і до усвідомлення того, що це синхротронне випромінювання, що випромінюється релятивістськими електронами, захопленими в радіаційних поясах планети. Отримані дані про синхротронне випромінювання використовувалися для оцінки кількості та енергії електронів навколо Юпітера а також призвели до покращення оцінки магнітного моменту та його нахилу.
До 1973 року магнітний момент був майже точно відомий, а його нахил визначений як 10°. Модуляції в декаметровому діапазоні, викликані Іо (так зване випромінювання Io-DAM), було відкрите 1964 року, і дозволило точніше встановити період обертання Юпітера. Остаточне відкриття магнітного поля Юпітера відбулося 1973 року, коли «Піонер-10» пролетів в околицях планети.

## Дослідження після 1970-х років
Станом на 2015 рік, в цілому 8 космічних апаратів пролітали безпосередньо поблизу Юпітера і всі вони зробили свій внесок у розуміння магнітосфери цієї планети-гіганта. Першим космічним зондом, що досягнув Юпітера, був «Піонер-10» у грудні 1973 року, який пройшов на відстані 2,9 RJ від центра планети. Його близнюк — «Піонер-11» — відвідав Юпітер на рік пізніше, рухаючись по високо-нахиленій траєкторії та пройшов уже ближче — на відстані 1,6 RJ від планети.
Програма «Піонер» допомогла краще зрозуміти внутрішнє магнітне поле Юпітера. Рівень радіації поблизу від Юпітера виявився у десять разів потужнішим, ніж очікували розробники апаратів «Піонер», і це викликало сумніви в тому, що апарати переживуть проліт; однак, незважаючи на деякі збої, «Піонерам» вдалося пройти крізь радіаційні пояси, вони збережені тим фактом, що магнітосфера Юпітера «коливалася» трохи вгору по траєкторії польоту, віддаляючись від апарата. Однак, «Піонер-11» втратив більшу частину фотографій Іо через збої в роботі бортового поляриметра. Наступні за «Піонерами» — «Вояджери» — були перероблені таким чином, щоб залишатися працездатними навіть в агресивному радіаційному середовищі.
Вояджери 1 і 2 прибули до Юпітера в 1979–1980 роках і рухалися практично в екваторіальній площині. «Вояджер-1» рухався на відстані 5 RJ від центра планети, і першим зіткнувся з плазмовим тором Іо. «Вояджер-2» пройшов на відстані 10 RJ і виявив струми в екваторіальній площині. Наступним зондом, який пройшов біля Юпітера, був «Улісс», який 1992 року вивчив полярну магнітосферу.
«Галілео» обертався на орбіті навколо Юпітера з 1995 по 2003 рік, і забезпечив всеохопне покриття магнітосфери Юпітера в екваторіальній площині аж до відстані 100 RJ. Також були досліджені магнітний хвіст і світанкова та вечірня частини магнітосфери. Незважаючи на те, що «Галілео» успішно витримав важку радіаційну обстановку поблизу від Юпітера, все одно виникали технічні неполадки. Зокрема, гіроскопи працювали з помилками. Кілька разів електричні дуги, що проходили між рухомими та нерухомими частинами зонда, викликали його перехід у безпечний режим, що призвело до повної втрати даних про 16, 18 і 33 прольоти. Радіація також виклика́ла фазові зсуви у кварцовому генераторі, який вважався надзвичайно стабільним.
Коли КА «Кассіні» пролітав біля Юпітера 2000 року, він координував вимірювання з «Галілео». Останнім зондом, що пролітав біля Юпітера, був апарат «Нові обрії» 2007 року, що виконав унікальні в своєму роді дослідження магнітного хвоста, і пролетівши вздовж нього 2500 RJ. Тим не менше, охоплення та покриття магнітосфери Юпітера залишається слабким. Майбутні дослідження («Юнона», наприклад) будуть мати важливе значення для розуміння динаміки магнітосфери цієї планети.
2003 року, NASA виконало й опублікувало концептуальне дослідження з назвою «Дослідження зовнішніх планет людством» (англ. HOPE) стосовно майбутнього освоєння людьми зовнішньої Сонячної системи. Обговорювалася можливість побудови бази на поверхні Каллісто, завдяки низькому рівню радіації через віддаленість від Юпітера, і геологічній стабільності супутника. Каллісто наразі єдиний галілеєвий супутник Юпітера, розвідка якого людиною можлива. Рівень іонізаційного випромінювання на Іо, Європі та Ганімеді є нестерпним для людського організму, та адекватні міри протидії йому ще доведеться розробляти.

## Цитовані джерела
- Bhardwaj, A.; Gladstone, G.R. (2000). Auroral emissions of the giant planets (PDF). Reviews of Geophysics. 38 (3): 295—353. Bibcode:2000RvGeo..38..295B. doi:10.1029/1998RG000046. Архів оригіналу (PDF) за 28 червня 2011. Процитовано 14 грудня 2016.
- Blanc, M.; Kallenbach, R.; Erkaev, N. V. (2005). Solar System magnetospheres. Space Science Reviews. 116 (1–2): 227—298. Bibcode:2005SSRv..116..227B. doi:10.1007/s11214-005-1958-y.
- Bolton, S.J.; Janssen, M. та ін. (2002). Ultra-relativistic electrons in Jupiter's radiation belts. Nature. 415 (6875): 987—991. Bibcode:2002Natur.415..987B. doi:10.1038/415987a. PMID 11875557. Архів оригіналу за 7 березня 2016. Процитовано 14 грудня 2016.
- Burke, B.F.; Franklin, K. L. (1955). Observations of a variable radio source associated with the planet Jupiter. Journal of Geophysical Research. 60 (2): 213—217. Bibcode:1955JGR....60..213B. doi:10.1029/JZ060i002p00213.
- Burns, J.A.; Simonelli, D. P.; Showalter; Hamilton; Porco; Throop; Esposito (2004). Jupiter's ring-moon system (PDF). У Bagenal, F. та ін. (ред.). Jupiter: The Planet, Satellites and Magnetosphere. Cambridge University Press. с. 241. Bibcode:2004jpsm.book..241B. ISBN 0-521-81808-7. Архів оригіналу (PDF) за 12 травня 2006. Процитовано 14 грудня 2016.
- Clarke, J.T.; Ajello, J. та ін. (2002). Ultraviolet emissions from the magnetic footprints of Io, Ganymede and Europa on Jupiter (PDF). Nature. 415 (6875): 997—1000. doi:10.1038/415997a. PMID 11875560. Архів оригіналу (PDF) за 21 липня 2011. Процитовано 14 грудня 2016.
- Cooper, J. F.; Johnson, R. E. та ін. (2001). Energetic ion and electron irradiation of the icy Galilean satellites (PDF). Icarus. 139 (1): 133—159. Bibcode:2001Icar..149..133C. doi:10.1006/icar.2000.6498. Архів оригіналу (PDF) за 25 лютого 2009. Процитовано 14 грудня 2016.
- Cowley, S.W. H.; Bunce, E. J. (2001). Origin of the main auroral oval in Jupiter's coupled magnetosphere–ionosphere system. Planetary and Space Science. 49 (10–11): 1067—66. Bibcode:2001P&SS...49.1067C. doi:10.1016/S0032-0633(00)00167-7.
- Cowley, S.W. H.; Bunce, E. J. (2003). Modulation of Jovian middle magnetosphere currents and auroral precipitation by solar wind-induced compressions and expansions of the magnetosphere: initial response and steady state. Planetary and Space Science. 51 (1): 31—56. Bibcode:2003P&SS...51...31C. doi:10.1016/S0032-0633(02)00130-7.
- Drake, F. D.; Hvatum, S. (1959). Non-thermal microwave radiation from Jupiter. Astronomical Journal. 64: 329. Bibcode:1959AJ.....64S.329D. doi:10.1086/108047.
- Elsner, R. F.; Ramsey, B. D. та ін. (2005). X-ray probes of magnetospheric interactions with Jupiter's auroral zones, the Galilean satellites, and the Io plasma torus (PDF). Icarus. 178 (2): 417—428. Bibcode:2005Icar..178..417E. doi:10.1016/j.icarus.2005.06.006. Архів оригіналу (PDF) за 19 червня 2019. Процитовано 14 грудня 2016.
- Fieseler, P.D.; Ardalan, S. M. та ін. (2002). The radiation effects on Galileo spacecraft systems at Jupiter (PDF). Nuclear Science. 49 (6): 2739—58. Bibcode:2002ITNS...49.2739F. doi:10.1109/TNS.2002.805386. Архів оригіналу (PDF) за 19 липня 2011. Процитовано 14 грудня 2016.
- Hill, T. W.; Dessler, A. J. (1995). Space physics and astronomy converge in exploration of Jupiter's Magnetosphere. Earth in Space. 8 (32): 6. Bibcode:1995EOSTr..76..313H. doi:10.1029/95EO00190. Архів оригіналу за 1 травня 1997. Процитовано 14 грудня 2016.
- Hibbitts, C.A.; McCord, T.B.; Hansen, T.B. (2000). Distribution of CO2 and SO2 on the surface of Callisto. Journal of Geophysical Research. 105 (E9): 22, 541—557. Bibcode:2000JGR...10522541H. doi:10.1029/1999JE001101.
- Johnson, R.E.; Carlson, R.V. та ін. (2004). Radiation Effects on the Surfaces of the Galilean Satellites (PDF). У Bagenal, F. та ін. (ред.). Jupiter: The Planet, Satellites and Magnetosphere. Cambridge University Press. ISBN 0-521-81808-7. Архів оригіналу (PDF) за 30 квітня 2016. Процитовано 14 грудня 2016.
- Khurana, K.K.; Kivelson, M. G. та ін. (2004). The configuration of Jupiter's magnetosphere (PDF). У Bagenal, F.; Dowling, T.E.; McKinnon, W.B. (ред.). Jupiter: The Planet, Satellites and Magnetosphere. Cambridge University Press. ISBN 0-521-81808-7. Архів оригіналу (PDF) за 19 березня 2014. Процитовано 14 грудня 2016.
- Kivelson, M.G. (2005). The current systems of the Jovian magnetosphere and ionosphere and predictions for Saturn (PDF). Space Science Reviews. Springer. 116 (1–2): 299—318. Bibcode:2005SSRv..116..299K. doi:10.1007/s11214-005-1959-x. Архів оригіналу (PDF) за 29 вересня 2011. Процитовано 14 грудня 2016.
- Kivelson, M.G.; Bagenal, F. та ін. (2004). Magnetospheric interactions with satellites (PDF). У Bagenal, F.; Dowling, T.E.; McKinnon, W.B. (ред.). Jupiter: The Planet, Satellites and Magnetosphere. Cambridge University Press. ISBN 0-521-81808-7. Архів оригіналу (PDF) за 29 вересня 2011. Процитовано 14 грудня 2016.
- Krupp, N.; Vasyliunas, V.M. та ін. (2004). Dynamics of the Jovian Magnetosphere (PDF). У Bagenal, F. та ін. (ред.). Jupiter: The Planet, Satellites and Magnetosphere. Cambridge University Press. ISBN 0-521-81808-7. Архів оригіналу (PDF) за 27 лютого 2009. Процитовано 14 грудня 2016.
- Krupp, N. (2007). New surprises in the largest magnetosphere of Our Solar System. Science. 318 (5848): 216—217. Bibcode:2007Sci...318..216K. doi:10.1126/science.1150448. PMID 17932281.
- Miller, Steve; Aylward, Alan; Millward, George. Giant Planet Ionospheres and Thermospheres: The Importance of Ion-Neutral Coupling. Space Science Reviews. 116 (1–2): 319—343. 2005. Bibcode:2005SSRv..116..319M. doi:10.1007/s11214-005-1960-4.
- Nichols, J. D.; Cowley, S. W. H.; McComas, D. J. (2006). Magnetopause reconnection rate estimates for Jupiter's magnetosphere based on interplanetary measurements at ~5 AU. Annales Geophysicae. 24 (1): 393—406. Bibcode:2006AnGeo..24..393N. doi:10.5194/angeo-24-393-2006. Архів оригіналу за 20 червня 2019. Процитовано 14 грудня 2016.{{cite journal}}:  Обслуговування CS1: Сторінки із непозначеним DOI з безкоштовним доступом (посилання)
- Palier, L.; Prangé, Renée (2001). More about the structure of the high latitude Jovian aurorae. Planetary and Space Science. 49 (10–11): 1159—73. Bibcode:2001P&SS...49.1159P. doi:10.1016/S0032-0633(01)00023-X.
- Russell, C.T. (1993). Planetary Magnetospheres (PDF). Reports on Progress in Physics. 56 (6): 687—732. Bibcode:1993RPPh...56..687R. doi:10.1088/0034-4885/56/6/001.
- Russell, C.T. (2001). The dynamics of planetary magnetospheres. Planetary and Space Science. 49 (10–11): 1005—1030. Bibcode:2001P&SS...49.1005R. doi:10.1016/S0032-0633(01)00017-4.
- Russell, C.T.; Khurana, K.K.; Arridge, C.S.; Dougherty, M.K. (2008). The magnetospheres of Jupiter and Saturn and their lessons for the Earth (PDF). Advances in Space Research. 41 (8): 1310—18. Bibcode:2008AdSpR..41.1310R. doi:10.1016/j.asr.2007.07.037. Архів оригіналу (PDF) за 15 лютого 2012. Процитовано 14 грудня 2016.
- Santos-Costa, D.; Bourdarie, S.A. (2001). Modeling the inner Jovian electron radiation belt including non-equatorial particles. Planetary and Space Science. 49 (3–4): 303—312. Bibcode:2001P&SS...49..303S. doi:10.1016/S0032-0633(00)00151-3.
- Smith, E. J.; Davis, L. Jr. та ін. (1974). The Planetary Magnetic Field and Magnetosphere of Jupiter: Pioneer 10. Journal of Geophysical Research. 79 (25): 3501—13. Bibcode:1974JGR....79.3501S. doi:10.1029/JA079i025p03501.
- Troutman, P.A.; Bethke, K. та ін. (28 січня 2003). Revolutionary concepts for Human Outer Planet Exploration (HOPE). American Institute of Physics Conference Proceedings. 654: 821—828. doi:10.1063/1.1541373.
- Williams, D.J.; Mauk, B.; McEntire, R. W. (1998). Properties of Ganymede's magnetosphere as revealed by energetic particle observations. Journal of Geophysical Research. 103 (A8): 17, 523—534. Bibcode:1998JGR...10317523W. doi:10.1029/98JA01370.
- Wolverton, M. (2004). The Depths of Space. Joseph Henry Press. ISBN 978-0-309-09050-6.
- Zarka, P.; Kurth, W. S. (1998). Auroral radio emissions at the outer planets: Observations and theory. Journal of Geophysical Research. 103 (E9): 20, 159—194. Bibcode:1998JGR...10320159Z. doi:10.1029/98JE01323.
- Zarka, P.; Kurth, W. S. (2005). Radio wave emissions from the outer planets before Cassini. Space Science Reviews. 116 (1–2): 371—397. Bibcode:2005SSRv..116..371Z. doi:10.1007/s11214-005-1962-2.

## Рекомендовані джерела
- Carr, Thomas D.; Gulkis, Samuel (1969). The magnetosphere of Jupiter. Annual Review of Astronomy and Astrophysics. 7 (1): 577—618. Bibcode:1969ARA&A...7..577C. doi:10.1146/annurev.aa.07.090169.003045.
- Edwards, T.M.; Bunce, E.J.; Cowley, S.W.H. (2001). A note on the vector potential of Connerney et al.'s model of the equatorial current sheet in Jupiter's magnetosphere. Planetary and Space Science. 49 (10–11): 1115—23. Bibcode:2001P&SS...49.1115E. doi:10.1016/S0032-0633(00)00164-1.
- Gladstone, G.R.; Waite, J.H.; Grodent, D. (2002). A pulsating auroral X-ray hot spot on Jupiter. Nature. 415 (6875): 1000—03. Bibcode:2002Natur.415.1000G. doi:10.1038/4151000a. PMID 11875561. Архів оригіналу за 27 серпня 2010. Процитовано 14 грудня 2016.
- Kivelson, Margaret G.; Khurana, Krishan K.; Walker, Raymond J. (2002). Sheared magnetic field structure in Jupiter's dusk magnetosphere: Implications for return currents (PDF). Journal of Geophysical Research. 107 (A7): 1116. Bibcode:2002JGRA..107.1116K. doi:10.1029/2001JA000251. Архів оригіналу (PDF) за 29 вересня 2011. Процитовано 14 грудня 2016.
- Kivelson, M.G. (2005). Transport and acceleration of plasma in the magnetospheres of Earth and Jupiter and expectations for Saturn (PDF). Advances in Space Research. 36 (11): 2077—89. Bibcode:2005AdSpR..36.2077K. doi:10.1016/j.asr.2005.05.104. Архів оригіналу (PDF) за 29 вересня 2011. Процитовано 14 грудня 2016.
- Kivelson, Margaret G.; Southwood, David J. (2003). First evidence of IMF control of Jovian magnetospheric boundary locations: Cassini and Galileo magnetic field measurements compared (PDF). Planetary and Space Science. 51 (A7): 891—98. Bibcode:2003P&SS...51..891K. doi:10.1016/S0032-0633(03)00075-8. Архів оригіналу (PDF) за 29 вересня 2011. Процитовано 14 грудня 2016.
- McComas, D.J.; Allegrini, F.; Bagenal, F. та ін. (2007). Diverse Plasma Populations and Structures in Jupiter's Magnetotail. Science. 318 (5848): 217—20. Bibcode:2007Sci...318..217M. doi:10.1126/science.1147393. PMID 17932282.
- Maclennan, G.G.; Maclennan, L.J.; Lagg, Andreas (2001). Hot plasma heavy ion abundance in the inner Jovian magnetosphere (<10 Rj). Planetary and Space Science. 49 (3–4): 275—82. Bibcode:2001P&SS...49..275M. doi:10.1016/S0032-0633(00)00148-3.
- Russell, C.T.; Yu, Z.J.; Kivelson, M.G. (2001). The rotation period of Jupiter (PDF). Geophysics Research Letters. 28 (10): 1911—12. Bibcode:2001GeoRL..28.1911R. doi:10.1029/2001GL012917. Архів оригіналу (PDF) за 29 вересня 2011. Процитовано 14 грудня 2016.
- Zarka, Philippe; Queinnec, Julien; Crary, Frank J. (2001). Low-frequency limit of Jovian radio emissions and implications on source locations and Io plasma wake. Planetary and Space Science. 49 (10–11): 1137—49. Bibcode:2001P&SS...49.1137Z. doi:10.1016/S0032-0633(01)00021-6.
- Юпитер — происхождение и внутреннее строение, спутники. под ред. Т. Герелеса; Москва «Мир», 1978 (рос.)
- М. Я. Маров, Планеты Солнечной системы; Москва «Наука», 1986 (рос.)